# Povestea dragostei
Povestea dragostei este un film românesc din 1977, regizat de Ion Popescu-Gopo după propriul scenariu. Filmul este o adaptare cinematografică în manieră științifico-fantastică a basmului „Povestea porcului” (1876) de Ion Creangă. El combină tehnica filmului cu actori și desenele animate. Rolurile principale sunt interpretate de Eugenia Popovici, Mircea Bogdan, Nicolae Ifrim, Marian Stanciu, Diana Lupescu și Carmen Stănescu.

## Rezumat
În secvențele de început ale filmului se specifică următoarele: „În anul 1876 Ion Creangă a scris pentru copiii dela 7 la 77 de ani, povestea unui tînăr, care purta un costum ciudat ce semăna cu o piele de porc... După o sută de ani, Ion Popescu Gopo a realizat filmul... Povestea dragostei”.
Odată ca niciodată trăiau într-un sat un moșneag (Mircea Bogdan) și o babă (Eugenia Popovici). Amândoi erau bătrâni: moșul avea o sută de ani și baba nouăzeci. Ei erau posomorâți că nu aveau copii, iar într-una din zile baba i-a spus moșneagului ca a doua zi, odată cu răsăritul soarelui, să se ducă încotro o vedea cu ochii și prima ființă (om sau orice jivină) pe care o va întâlni în cale să o pună în traistă și o aducă acasă. Acea ființă va fi crescută ca și cum ar fi copilul lor. A doua zi dimineața moșul s-a trezit și a plecat pe drum. El a văzut pe un câmp niște extratereștri ce culegeau flori, iar la apropierea sa aceștia s-au speriat și au plecat cu OZN-ul. Un extraterestru mai mic a rămas în urmă, iar moșul l-a luat cu el și l-a adus acasă, confundându-l cu un purcel și crezând că OZN-ul era o scroafă.
Îngrijit de moș și babă, micul extraterestru (Marian Stanciu) a crescut într-un an cât alții în șapte. Într-una din zile, împăratul (Dan Ionescu) a dat de știre, prin crainicii săi, că oricine ar construi un pod de aur de la casa lui și până la curțile împărătești va primi de la el fata sa de soție și jumătate din împărăția lui. Iar celui ce va promite că va construi podul și nu va reuși i se va reteza capul. Împăratul a pus să le taie capetele fiilor de crai care nu au izbutit să facă podul. Extraterestrul îi spune moșului să se ducă la palat și să-i spună împăratului că el va face podul. Împăratul îi cere extraterestrului să facă podul până a doua zi, trimițând cu el niște străjeri. În acea noapte, în timp ce toți dormeau, extraterestrul cheamă OZN-ul, din care ies extratereștri cu torțe aprinse. Torțele sunt unite între ele, iar flacăra rezultată duce la construirea podului și la transformarea bordeiului într-un palat.
A doua zi dimineața, văzând minunea săvârșită, împăratul își trimite fata (Diana Lupescu) la palatul moșului și a babei. În fiecare noapte, extraterestrul își dă jos combinezonul și se tranformă într-un prinț frumos. El spune că-i dintr-o altă lume și nu-și scoate echipamentul pentru că cerul Pământului este poluat. La sfatul mamei sale (Ana Maria Popescu), prințesa aruncă într-o noapte în foc costumul de extraterestru. Trezit de fum, prințul își vede hainele arzând și-i spune prințesei că l-a pierdut și să-l caute la Mănăstirea de Ceară. OZN-ul sosește și îl ia cu el, iar palatul moșului și a babei se transformă din nou în bordei și podul de aur dispare.
Fata pornește în căutarea prințului, străbătând munți, păduri și mări. Pe drum i se alătură cioroiul Cicy, care cântă în versuri. Cei doi încep să zboare în înaltul cerului cu o scară transformată într-o rachetă în trepte, atingând soarele cu picioarele și luna cu mâinile. Ajunși într-un alt sistem solar, prințesa și Cicy se întâlnesc cu „crăiasa zânelor, minunea minunilor” de la care cioroiul află drumul spre Mănăstirea de Ceară. Într-un final, cei doi ajung la Mănăstirea de Ceară care era organizată ca un stup de albine cu o regină și mai multe fete pe post de albine lucrătoare. Acolo nimeresc la judecarea prințului.
Regina povestește fetelor că ele călătoresc pe Pământ pentru a aduce flori pe care stăpâna le mănâncă. Într-una din zile, pe când culegeau ambrozie și nectar divin, s-a pierdut un copil. Acesta purta o îmbrăcăminte care să-l apere de strălucirea soarelui și a fost crescut de doi bătrâni, cărora le-a construit, cu ajutorul celorlalți extratereștri, un pod de aur. Tânărul extraterestru a săvârșit un mare păcat: s-a îndrăgostit și nu a mai vrut să se întoarcă la extratereștri. Regina a afirmat că dragostea este o „barbarie omenească, demult uitată pe tărâmurile noastre”. Prințesa, care era ascunsă după un zid, a auzit această judecată care se transformase într-o ceremonie a nunții. Fata împăratului a tras deoparte pe una dintre fete și a aflat de la ea că regina se mărită cu toți bărbații, după care îi aruncă în neant. Auzind că în alte părți fiecare fată avea câte un bărbat, fetele de pe acea planetă îi cer reginei să aibă și ele dreptul să aibă un bărbat.
Sfârșitul filmului coincide cu sfârșitul basmului. Făt Frumos a iertat-o pe fata de împărat pentru nechibzuința sa. A avut loc apoi o nuntă care a durat trei zile și trei nopți și la care au participat crăiasa furnicilor, crăiasa albinelor și „crăiasa zânelor, minunea minunilor”, iar împăratul le-a dat mirilor jumătate din împărăție.

## Distribuție
- Eugenia Popovici — baba
- Mircea Bogdan — moșneagul
- Nicolae Ifrim — Ifrim, prietenul moșului
- Marian Stanciu — prințul fermecat
- Dan Ionescu — împăratul
- Ana Maria Popescu — împărăteasa (menționată Anamaria Popescu)
- Victoria Mierlescu — doica prințesei
- Diana Lupescu — prințesa, fata împăratului (menționată Diana Lupes)
- Carmen Stănescu — regina extraterestră de la Mănăstirea de Ceară
- Valeria Rădulescu — sfetnica reginei (îmbrăcată în albastru)
- Elena Pop — sfetnica reginei (îmbrăcată în roșu)
- Rodica Mandache — fiica reginei
- Radu Beligan — povestitorul
- cioroiul Cicy
- Ștefan Niculescu-Cadet — străjer (menționat Niculescu Cadet)
- Dinu Lucian — străjer
- Dorin Dron — străjer
- Const. Constantinescu
- Mugur Arvunescu — străjer
- Nelu Manolescu
- Gheorghe Turda
- Gavrilă Șandor
- Emil Badea
- Anatol Dumitrescu
- Mihai Popescu
- Ion Popescu-Gopo — sfetnic (nemenționat)
- Haralambie Polizu — țăran bătrân (nemenționat)

## Producție
Scenariul filmului a fost scris de Ion Popescu-Gopo, el fiind o adaptare liberă după basmul „Povestea porcului” (1876) de Ion Creangă în care purcelușul este transformat în extraterestru, iar mama lui, scroafa, este de fapt o navă cosmică. Gopo a predat scenariul literar la 10 august 1975, iar filmul a intrat în faza de producție la 1 octombrie 1975, el fiind realizat în studiourile Centrului de Producție Cinematografică „București”. Primele filmări au fost realizate în avans pe platourile de la Buftea la 9 – 11 februarie 1976 (într-un decor al filmului Osânda) și la 3 martie (în decorul de la Toate pânzele sus). Filmările au durat 56 de zile și s-au desfășurat în perioada 15 martie - 25 iunie 1976.
Prima variantă a fost vizionată la 4 iulie 1976 de către directorul V. Nicolescu de la Consiliul Culturii și Educației Socialiste (C.C.E.S.), fiind solicitate operațiuni de montaj (scurtarea momentelor coregrafice), revizuirea postsincronului și refacerea textelor unor dialoguri și ale cântecelor. Actorul Jorj Voicu o interpreta pe Sfânta Duminică, dar conducerea C.C.E.S. a considerat că acel personaj „e o apariție șocantă, oarecum licențioasă”, iar personajul a fost scos din varianta finală.
Regizorul a gândit filmul „ca o combinație dintre tehnica filmului cu actori și cea a desenului animat, prin procedeul „fotomix”, pe care Gopo îl experimentase pentru prima dată în scurtmetrajul „O muscă cu bani” (1959). Cadrele animate au fost realizate de studioul Animafilm. Desenele animate din film au fost realizate de Mica Boroghina, Const. Crîșmărel, Roland Pupăză, Piereta Atanasiu, Cecilia Rădulescu, Corina Tofan și Didi Vasilescu. Machetele au fost executate de Roland Pupăză și Enache Hărăbor, iar imaginile de desen animat sunt creația lui Liviu Georgescu. Filmările combinate (trucajele) au fost realizate de operatorul Alecu Popescu, fratele regizorului. Deoarece lucrările de realizare a animației nu erau încă finalizate a fost necesară decalarea termenului de predare a copiei standard de la 2 septembrie către sfârșitul lunii.
Filmul a fost vizionat de conducerea C.C.E.S. la 13 noiembrie 1976, care și-a dat acordul pentru executarea copiei standard. Direcția Generală a Presei și Tipăriturilor (D.G.P.T.) și-a dat aprobarea la 1 decembrie. Copia standard a fost finalizată la 9 decembrie 1976. Cheltuielile de producție s-au ridicat la 4.276.000 lei.
Povestea este narată de actorul Radu Beligan. Versurile cântecelor sunt scrise de Flavia Buref, iar muzica este compusă de Cornel Popescu și Ion Popescu Gopo. După cum este specificat pe generic, în acest film cântă Angela Moldovan, Nicolae Simulescu și Ion Caramitru. Coregrafia este realizată de profesoara Vera Proca Ciortea, formația „Gymnasion” fiind cea care dansează.

## Recepție
Filmul Povestea dragostei a fost vizionat de 2.028.025 spectatori la cinematografele din România, după cum atestă o situație a numărului de spectatori înregistrat de filmele românești de la data premierei și până la data de 31.12.2007 alcătuită de Centrul Național al Cinematografiei.
Criticii de film de la momentul lansării filmului au apreciat în majoritate ideea originală a lui Gopo, precum și fantezia creației sale. În lucrarea „Istoria filmului românesc (1897-2000)”, criticul Călin Căliman afirma că în filmul Povestea dragostei Gopo este „cuceritor prin capacitatea de invenție, ba și prin distribuție”.
Natalia Stancu susținea că în acest film este dominantă „preocuparea pentru expresivitatea plastică de ansamblu și dinamismul culorii, pe realizator nepreocupându-l frumusețea, ci expresivitatea (când de excepție, când absolut comună – după împrejurări) personajelor sale, după cum nu îl interesează decât pentru anumite momente ale filmului său profesionalitatea actorilor”. Nicolae Mateescu considera că această variantă a basmului este demistificatoare, „ușor ironică, vag spirituală”, în care regizorul Gopo își dă frâu liber fanteziei, „alăturând arbitrar un moș și o babă ca din tablourile lui Breughel cu extratereștri dansând într-un decor presupus terifiant, doi tineri frumoși ca Romeo și Julieta ai lui Zefirelli, cu o călătorie cosmică pe o scară și cu un simpatic cioroi animat”.
Criticul Tudor Caranfil a dat filmului o stea din cinci și a făcut următorul comentariu: „«Mâine, când s-o miji de ziuă, s-o apuci încotro ăi vedea cu ochii și ce ți-o ieși înainte întâi, de-a fi om, de-a fi șarpe, de-a fi orice altă jivină, pune-o'n traistă și ad-o acasă!» – îi cere baba, moșului. Dar „fătul” babei și-al moșului nu mai e, la Gopo, un purceluș, ci un pui de extraterestru, care crește într-o zi cât alții într-un an, iar „scroafa” de maică-sa e... nava extraterestră! Curiozitatea unei prințese îl exilează, însă, într-un stup interplanetar. „Povestea Porcului” de Ion Creangă e citită în cheie S.F., îmbinând jocul actorilor cu desenul animat și schimbând mereu, în zigzag, terenul liricomuzical cu umorul anacronismelor. Nostimă invenția republicii albinelor (marcată de un amplu ceremonial coregrafic), condusă de autoritara regină, singura cu drept de a-și lua (temporar!) un soț, și marea surpriză a „lucrătoarelor” ei când află că, pe Pământ, fiecare muritoare își poate asigura partener. De notat fantezia animației (Volodea Petka), și două debuturi remarcabile, Diana Lupescu alături de cioroiul meloman Cicy, care vor face ambii carieră, prima în filmul de actori, cel de-al doilea în animația lui Gopo.”
Un critic contemporan, regizorul Mihnea Columbeanu, a afirmat că după realizarea capodoperei Scurtă istorie, talentul lui Ion Popescu-Gopo „s-a disipat în cam tot atâtea filmulețe derizorii”, regizorul revenind în avanscena cinematografului românesc abia în 1975, cu Comedie fantastică, dar fără a mai avea inspirația de la începuturile carierei. Despre filmul Povestea dragostei, criticul sus-menționat comentează următoarele: „Un an mai târziu, artistul își reiterează formula predilectă, în Povestea dragostei, unde purcelul cel năzdrăvan din Povestea porcului a lui Creangă e de fapt un chipeș extraterestru blindat într-un combinezon anti-poluare. Din păcate, marile momente de inspirație din urmă cu zece-douăzeci de ani nu se mai repetă...”.